# Круглик (пам'ятка природи, Запорізька область)
Круглик — комплексна пам'ятка природи місцевого значення. Об'єкт розташований на території Вільнянського району Запорізької області, на схід від села Круглик на лівому березі річки Дніпро.
Площа — 5 га, статус отриманий у 1984 році.